# ساتکاب
شرکت سهامی مادرتخصصی مدیریت ساخت و تهیه کالای آب و برق (ساتکاب) شرکتی زیرمجموعهٔ وزارت نیروی ایران است که مسئولیت ساماندهی و افزایش بهره‌وری و رقابت پذیری، مشارکت و سرمایه‌گذاری در شرکتهای زیرمجموعه در زمینه‌های ساخت کالای آب و برق و پشتیبانی‌های صنعتی، بازرگانی، آموزشی و خدماتی در فعالیت‌های صنعت آب و برق و آب و فاضلاب و همچنین مدیریت سهام در شرکت‌های زیرمجموعه را برعهده دارد. در حال حاضر مجتبی اکبری مدیرعامل این مجموعه می‌باشد.

## تاریخچه
شرکت سهامی مادرتخصصی مدیریت ساخت و تهیه کالای آب و برق (ساتکاب) براساس بندهای «الف»، «ج» و «ه» از ماده ۴ اصلاحی اساسنامه شرکت‌های برق منطقه‌ای و بند «و» از ماده ۴ اساسنامه سازمان آب و برق خوزستان در سال ۱۳۴۷ طی گواهی ۱۲۵۵۳ در اداره ثبت شرکت‌ها و مالکیت صنعتی شهرستان تهران به ثبت رسیده‌است.
طبق صورتجلسه مجمع عمومی فوق‌العاده ۱۹ خرداد ۱۳۵۹ و ماده یک اساسنامه نام شرکت اصلاح و به «شرکت سهامی مدیریت ساخت و تهیه کالای آب و برق» تغییر یافت. به استناد ماده ۴ قانون برنامه سوم توسعه اقتصادی، اجتماعی و فرهنگی جمهوری اسلامی ایران، هیئت وزیران در جلسه مورخ ۱۳۸۱/۰۸/۰۵ بنا به پیشنهاد شماره ۱۰۰/۲۰/۳۶۴۷ مورخ ۱۳۸۱/۰۶/۱۷ وزارت نیرو و تأیید سازمان برنامه و بودجه و وزارت امور اقتصادی و دارایی اساسنامه شرکت که مرکز اصلی آن تهران است، را تصویب نمود مضافاً عنوان مادر تخصصی به نام شرکت اضافه گردید و اساسنامه به موجب نامه شماره ۱۶۷۶/۳۰/۸۱ مورخ ۱۳۸۱/۰۷/۲۳ به تأیید شورای نگهبان رسیده‌است.
مرکز اصلی شرکت در تهران، خیابان سید جمال الدین اسدآبادی، خیابان پانزدهم، پلاک ۶۳ واقع است.

## انحلال در دولت دهم
شرکت در تاریخ ۱۳۸۹/۱۲/۱۲ طبق تصمیم مجمع عمومی فوق‌العاده صاحبان سهام منحل و در تاریخ ۱۳۹۰/۰۳/۰۳ انحلال شرکت در اداره ثبت شرکت‌ها و موسسات غیر تجاری به ثبت رسیده و از تاریخ انحلال طبق اساسنامه هیئت تصفیه تعیین گردید. مراتب در ۱۳۹۰/۳/۲۳ برای اطلاع عموم در روزنامه رسمی آگهی گردیده‌است، ضمناً در ۱۳۹۲/۱۲/۲۸ طبق بند (۱) تصویب‌نامه ۱۹۲۴۳۷/ت ۵۰۳۹۳ هـ هیئت محترم وزیران، وزارت نیرو مکلف گردید با هدف توسعه رقابت در بخش‌های تولید و توزیع، شرکت مادر تخصصی توزیع نیروی برق با اصلاح اساسنامه شرکت مادر تخصصی مدیریت ساخت و تهیه کالای آب و برق (ساتکاب) تشکیل شود و طبق تبصره ذیل بند (۱) مصوبه فوق، اقدامات مرتبط با انحلال و تصفیه شرکت مورد گزارش از تاریخ ابلاغ تصویب‌نامه مذکور متوقف شده‌است.
بند (۱) مصوبه مذکور و تبصره آن در ۱۳۹۳/۰۶/۲۶ طبق مصوبه ۷۲۳۲۶/ت ۵۱۰۲۳ هـ هیئت محترم وزیران حذف گردید. در پی اقدامات بعمل آمده برای لغو انحلال شرکت، مجوز ۲۴۳۶۴۱ مورخ ۱۳۹۴/۱۲/۱۹ هیئت واگذاری دریافت و مجمع عمومی فوق‌العاده شرکت در ۱۳۹۶/۰۳/۰۱ تشکیل و مصوبه شماره ۵۷۱۱۹/ت ۵۲۸۳۷ مورخ ۱۳۹۶/۰۵/۱۱ هیئت وزیران دریافت شد و نهایتاً موضوع لغو انحلال در ۱۳۹۶/۰۶/۰۴ در اداره کل ثبت شرکت‌ها و موسسات غیرتجاری تهران به ثبت رسید و در تاریخ ۱۳۹۶/۰۶/۰۹ در روزنامه رسمی آگهی شده‌است. در حال حاضر به‌طور مستقیم و غیرمستقیم پس از واگذاری‌ها، سهام ۲۰۹ شرکت زیرمجموعه صنعت آب و برق را ساتکاب عهده‌دار می‌باشد.

## شرح وظایف
امروزه این شرکت در پی آن است که برای اجرای مأموریت‌های خود به‌ویژه در راستای عملیاتی نمودن فناوری‌های نوین در صنعت آب و برق و آب و فاضلاب که توسط شرکت‌های دانش‌بنیان تولید می‌شود یا انتقال آن دسته از فناوری‌های نوین که در داخل کشور وجود ندارد و هم‌چنین حمایت از کسب وکارهای نوپا و استارتاپها و مشارکت با بخش خصوصی برای سرمایه‌گذاری در مناطق محروم برای حمایت از توسعه زیرساخت‌ها و محرومیت‌زدایی این مناطق، به عنوان سازمان توسعه‌ای شناخته شود تا ظرفیت‌های قانونی لازم برای سرمایه‌گذاری و مشارکت با بخش خصوصی در موارد یاد شده فراهم گردد. این در حالی است که پس از احیای مجدد شرکت، در تاریخ ۱۳۹۷/۱۲/۲۵ مجمع عمومی عادی به‌طور فوق‌العاده به استناد بند (۱) ماده ۱۳ اساسنامه شرکت ساتکاب خط مشی کلی شرکت را در پنج حوزه زیر و نیز ساختار کلان متناسب با آن را تصویب نمود:
- انتقال و بومی‌سازی فناوری‌های نوین و ساخت داخل
- توسعه صادرات و خدمات فنی و مهندسی
- فناوری اطلاعات و ارتباطات
- توسعه رقابت و تنوع بخشی به تولید
- نظام بیمه‌های تخصصی

## شرکت‌های زیرمجموعه[۹]
- شرکت سرمایه‌گذاری صنایع برق و آب صبا
- شرکت مهندسی مشاور مهاب قدس
- ایران ترانسفو
- شرکت پیمانکاری ساختمانی تأسیسات انتقال و توزیع نیروی برق
- شرکت توسعه منابع آب خاورمیانه (توقف فعالیت)